# Jer Adrianne Lelliott
Jer Adrianne Lelliott est une actrice américaine née  le 5 novembre 1982 à Houston, Texas (États-Unis).

## Filmographie
- 1996 : Jack : Johnny Duffer
- 1996 : Graine de flic (Kid Cop) (vidéo) : Peter Hansen
- 1997 : Les Notes du bonheur (Journey of the Heart) (TV) : Young Tony
- 1998 : Embuscade (Ambushed) : Eric Natter
- 1999 : Otages en péril (Diplomatic Siege) : Chris Mitchell
- 1999 : Safe Harbor (série TV) : Turner Loring
- 2000 - 2002 : Sept à la maison (7th Heaven) (série TV) : Mike Pierce
- 2002 : Le Désert de l'angoisse (Disappearance) (TV) : Matt Henley
- 2002 : Smallville (TV) : saison 2 (épisode 18)
- 2003 : The Babysitter : Jimmy
- 2003 : Trahisons (Betrayal) : Kerry Shaw
- 2003 : Gacy (vidéo) : Little Stevie
- 2005 : Race You to the Bottom : Nicholas